# الباطوز
الباطوز هو آلة خاصة تقليدية تاريخية تستخدم في منطقة جبال الساحل السوري في أول مراحل صناعة زيت الزيتون وبعض المحاصيل الأخرى، عبارة عن آلة لكسر حبات الزيتون تمهيداً لعصرها، ويستخدم كذلك لكسر العنب وجميع المحاصيل التي تحتاج إلى كسر.

## أصل الكلمة

الخرزة

أصل هذه الكلمة هي على الأغلب من مفردات اللغة الآرامية أو السريانية اللغة القديمة في سوريا.

## الباطوز تاريخيا
إن الباطوز موجود في جبال الساحل في سوريا منذ قديم الزمان وقد استخدمه الإنسان القديم من أجل عمليات العصر والكسر، وهو جزء مهم جداً في عملية إنتاج زيت الخريج.

## كيفية عمله

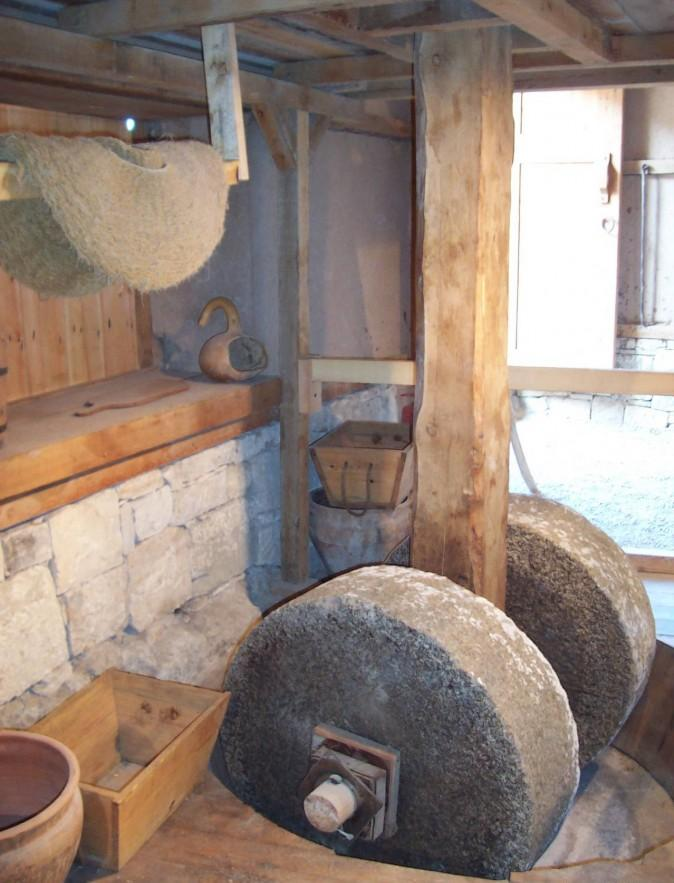
الباطوز في سوريا وتركيا

يتكون الباطوز من حجر نحتت من الصخر على شكل عجلة مثقوبة في المركز بشكل يسمح لها بالدوران حول محورها وحول محور القاعدة المثبة عليها. وبالتالي عندما نضع حبات الزيتون فإن العجلة تدور فوقها وتهرسها. وبعد ذلك يجمع الزيتون المكسور وينقل للعصر ومن ثم توضع حبات جديدة وهكذا. وأما عن محرك الدوران فغالبا ما يكون بواسطة الحمار الذي يدور حول قاعدة الباطوز وتثبت عليه الخشبة المنطلقة من مركز الحجرة المتحركة.